# Рагимов, Сулейман Гусейн оглы
Сулейма́н Гусе́йн оглы́ Раги́мов (азерб. Süleyman Hüseyn oğlu Rəhimov; 9 [22] марта 1900 — 11 октября 1983) — азербайджанский и советский писатель, курдского происхождения. Народный писатель Азербайджанской ССР (1960), Герой Социалистического Труда (1975).

## Биография
Сулейман Рагимов родился 9 марта (22 марта) 1900 года в селении Аин, Зангезурского уезда Елизаветпольской губернии. Этнический Курд. Член КПСС с 1926 года. В 1931 года окончил исторический факультет Азербайджанского педагогического университета. Некоторое время работал учителем.
В 1939—1940 и 1954—1957 годах — председатель Союза писателей Азербайджанской ССР.
Депутат Верховного Совета Азербайджанской ССР 2-го, 4-го, 6—10-го созывов (в 1947—1951, 1955—1959 годах и с 1963 года).

## Творчество

### Романы
- «Шамо» (т. 1—3, 1931—1964)
- «Сачлы» (1940—1948; рус. пер. 1971)
- «Кавказская орлица» (т. 1—2, 1971—1973)

### Повести
- «Голос земли» (1941)
- «Медальон» (1942)
- «Братская могила» (1943)
- «Мехман» (1944)

### Рассказы
- «Прошение о воде»
- «Завистник»
- и другие…

В 1972 году по мотивам повести «Скала невест» С. Г. Рагимова композитор Шафига Ахундова написала одноимённую оперу.

## Награды
- Герой Социалистического Труда (04.12.1975)
- 3 ордена Ленина (25.02.1946; 20.03.1970; 04.12.1975)
- орден Трудового Красного Знамени (09.06.1959)
- орден Дружбы народов (21.03.1980)[2]
- орден «Знак Почёта» (06.02.1942)
- медали
- народный писатель Азербайджанской ССР (1960)